# 聖哈維爾縣 (科爾多瓦省)

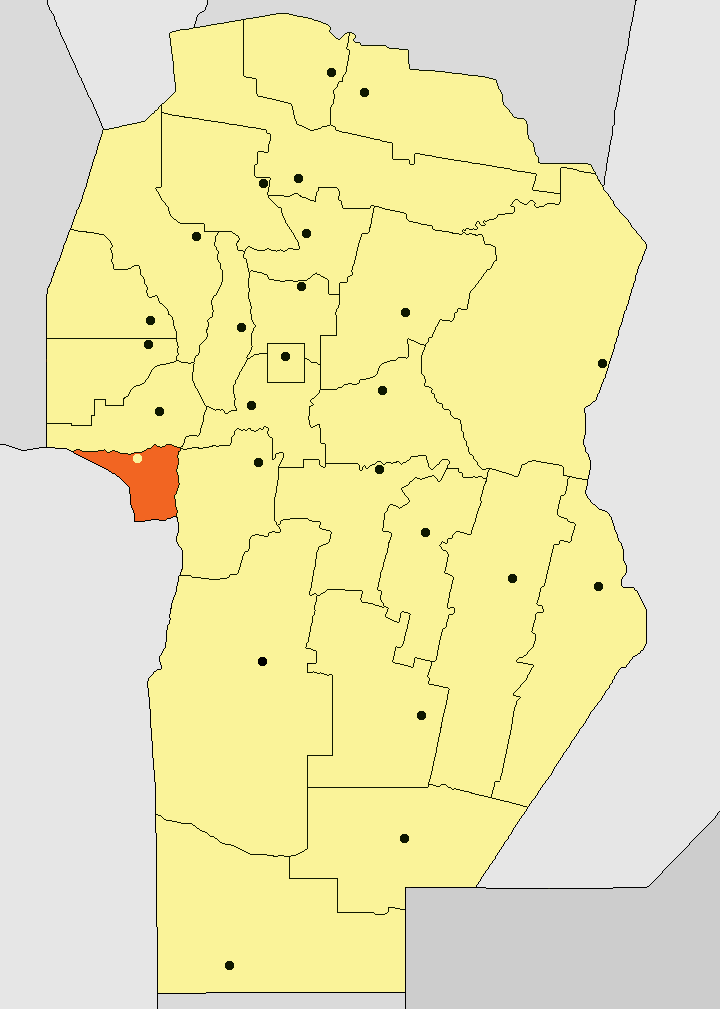

31°56′S 65°12′W / 31.933°S 65.200°W
聖哈維爾縣（西班牙語：Departamento San Javier），是阿根廷的縣份，位於該國中部科爾多瓦省，首府設於多洛雷斯鎮，面積1,652平方公里，2010年人口53,520，人口密度每平方公里32.4人。